# حمام بیزانسی (سالونیک)
حمام بیزانسی (یونانی: Βυζαντινά Λουτρά Άνω Πόλης) حمامی است متعلق به دوران امپراتوری روم شرقی در شهر سالونیک واقع در یونان. این بنا جزو میراث جهانی یونسکو در یونان می‌باشد.